# Republiken Koreas provisoriska regering
Republiken Koreas provisoriska regering var den koreanska exilregeringen i Shanghai och senare Chongqing, under japansk ockupation.
Den skapades den 13 april 1919, strax efter bildandet av 1 mars-rörelsen samma år.

## Presidenter
1. Syngman Rhee (11 september 1919 - 21 mars 1925)- vald av provisorisk församling
2. Park Eunsik (24 mars 1925 – september 1925)
3. Yi Sang-ryong (September 1925 – januari 1926)
4. Yi Dongnyeong (Januari 1926 – 7 juli 1926)
5. Hong Jin (7 juli 1926 – 9 december 1926)
6. Kim Gu (9 december 1926 – Augusti 1927)
7. Yi Dongnyeong (Augusti 1927 – Oktober 1933)
8. Yang Gi-tak (Oktober 1933 – Oktober 1935)
9. Yi Dongnyeong (Oktober 1935 – 1940)
10. Kim Gu (1940 – 24 juli 1948)
11. Syngman Rhee (Sydkoreas president, 24 juli 1948 - 26 april 1960)

### Fotnoter
1. ↑  Sources of Korean Tradition, vol. 2, From the Sixteenth to the Twentieth Centuries, edited by Yŏngho Ch'oe, Peter H. Lee, and Wm. Theodore de Bary, Introduction to Asian Civilizations (New York: Columbia University Press, 2000), 336.